# Пшеворск
Пшеворск (пол. Przeworsk, укр. Переворськ, уст. рус. Переворск) — город в Польше, входит в Подкарпатское воеводство, Пшеворский повет. Имеет статус городской гмины. Занимает площадь 21,98 км². Население — 15 713 человек (на 2004 год).

## История
В окрестностях города были найдены археологические находки, которые получили название Пшеворская культура.
На западной окраине города следы городища — остатки древнерусского Перевореска, впервые упомянутого в летописи под 1281 годом. При обследовании обнаружены обломки лепной и гончарной посуды IX—XIII вв. В валу прослежена конструкция из деревянных срубов, забитых глиной.

### В Польской Республике
С 23 декабря 1920 года до 4 декабря 1939 года — в Львовском воеводстве Польской Республики. Центр Пшеворского повета.
1 сентября 1939 года германские войска напали на Польскую Республику, началась Германо-польская война 1939 года.
17 сентября 1939 года Красная Армия Советского Союза, выполняя союзнические обязательства по отношению к Германии, вторглись на территорию восточной Польши — Западной Украины, и 28 сентября 1939 года был подписан Договор о дружбе и границе между СССР и Германией.

## Города-побратимы
- Моравски-Крумлов, Чехия